# Авербах, Валерия Львовна
Ле́ра А́уэрбах (урождённая Валерия Львовна Авербах; род. 21 октября 1973, Челябинск) — американская и австрийская дирижёр, пианистка и композитор, родившаяся в Советском Союзе.

## Биография
Родилась в семье инженера, заведующего кафедрой Южно-Уральского государственного университета Льва Исаевича Авербаха (род. 1937) и музыкального педагога Ларисы Ароновны Гольдман (род. 1940), которая преподавала на фортепианном отделении в Челябинском музыкальном училище имени П. И. Чайковского.
С четырех лет начала учиться играть на рояле. Челябинские газеты начали писать о девочке-вундеркинде Лере Авербах, когда ей было пять лет. В восемь лет Лера впервые выступила с оркестром, в 12 — написала оперу, которую поставил Челябинский областной оперный театр. Первый сборник ее поэзии вышел, когда ей не исполнилось 14 лет.
В 1990 году стала лауреатом международной программы «Новые имена» в Москве и лауреатом первого Всероссийского конкурса молодых композиторов имени П. И. Чайковского. С 1991 года — в США.
«Летом 1991 года делегация челябинского часового завода отправилась на международный съезд часовщиков в Даллас. К этой встрече была приурочена культурная программа, в число участников которой включили и меня как представительницу Советского Союза. <…> На обратном пути у нас были три свободных дня в Нью-Йорке. Я позвонила Илье Лейману, бывшему челябинцу, который учился в свое время с моей мамой, и попросила его познакомить меня с нью-йоркскими музыкантами. Что он и сделал. После чего мне пришла мысль остаться в Нью-Йорке. Мне показалось, что судьба дает мне Шанс, который никогда не повторится. Кстати, Илья тогда был единственным знакомым человеком нашей семьи во всей Америке».
Выпускница музыкальной академии Ганновера.
Дебютировала на сцене Карнеги-холла в мае 2002 года, исполнив собственную «Сюиту для скрипки и фортепиано с оркестром» с Гидоном Кремером и оркестром «Кремерата Балтика». С тех пор музыка Леры Авербах звучит в Карнеги-холле каждый сезон. В 2005 году Лера Авербах была награждена престижной премией Хиндемита на Музыкальном фестивале земли Шлезвиг-Гольштейн в Германии.
Её произведения, среди многих других, заказывались и исполнялись Гидоном Кремером, Королевским датским балетом, Гамбургским балетом, Дэвидом Финкелем и Ву Хан, Вадимом Глузманом, оркестром «Кремерата Балтика» и оркестровым ансамблем «Каназава». Она выступала в качестве соло-пианистки в таких престижных заведениях, как Большой зал Московской консерватории, токийский «Опера-Сити», Центр Линкольна в Нью-Йорке, Геркулес-зал в Мюнхене, Концертный зал в Осло, Чикагский симфонический зал и Центр Кеннеди в Вашингтоне.
Новый заказ Королевского датского балета, приуроченный к двухсотлетию Ханса Кристиана Андерсена, — это уже вторая совместная работа Леры Авербах с хореографом Джоном Ноймайером. Балет представляет собой современную интерпретацию классической сказки «Русалочка» (англ. The Little Mermaid) и его премьера успешно прошла в апреле 2005 года. В том же году Авербах получила премию Хиндемита в рамках музыкального фестиваля Шлезвиг-Гольштейн .
В ноябре 2011 года премьера ее оперы « Гоголь» была поставлена Кристиной Мелиц в Театре ан дер Вин .
Лера Авербах также пишет стихи и прозаические произведения на русском языке. Она является автором шести сборников поэзии и прозы (первый сборник стихов увидел свет, когда ей было 14 лет), её литературные сочинения печатаются в журналах России и русскоязычных зарубежных изданиях. В 1996 году Международное общество пушкинистов присвоило Лере звание «Поэт года русского зарубежья». Подготовлены к изданию два романа — «Зеркало» и «Скрипка дьявола».
Записи ее произведений выпущены фирмами Deutsche Grammophon, ECM, BIS Records, ARTE и PBS. В России и США вышло 4 книги ее стихов и прозы, в том числе с записью стихов в исполнении Сергея Юрского. Ее сочинения удостоены множества наград, среди них Премия Хиндемита, Золотая Маска, стипендия Сороса, приз Немецкого радио, приз ЕСНО Klassik и другие.

## Семья
Брат — Игорь Львович Авербах (род. 1965), математик, профессор школы менеджмента Торонтского университета.